# Notozomus wudjl
Notozomus wudjl är en spindeldjursart som beskrevs av Harvey 1992. Notozomus wudjl ingår i släktet Notozomus, och familjen Hubbardiidae. Inga underarter finns listade i Catalogue of Life.